# Thibivillers
Thibivillers település Franciaországban, Oise megyében. Lakosainak száma 214 fő (2022. január 1.). Thibivillers Boutencourt, Chaumont-en-Vexin, Jaméricourt, Porcheux és La Corne-en-Vexin községekkel határos.

## Népesség
A település népessége az elmúlt években az alábbi módon változott:
| Lakosok száma | 199  | 174  | 177  | 165  | 175  | 186  | 196  | 198  | 214  |
|               | 2013 | 2015 | 2016 | 2017 | 2018 | 2019 | 2020 | 2021 | 2022 |